# Rohrbach-Berg
Rohrbach-Berg település Ausztriában, Felső-Ausztria tartományban, a Rohrbachi járás központja, területe 37,9 km². 2015. május 1-én alakult Berg bei Rohrbach, és az addigi járásszékhely, Rohrbach in Oberösterreich egyesítésével.

## Fekvése
Tengerszint feletti magassága 605 méter. Rohrbach-Berg Aigen-Schlägl, Sankt Oswald bei Haslach, Lichtenau im Mühlkreis, Haslach an der Mühl, Auberg, Arnreit, Sarleinsbach és Oepping településekkel határos.

## Népesség
Lakosainak száma 5134 fő (2018. január 1.).